# 硫代硫酸钙
硫代硫酸钙是钙的硫代硫酸盐，化学式 CaS
2O
3。

## 制备
硫代硫酸钙可以由硫代硫酸钠和氯化钙反应而成。
{\displaystyle {\ce {CaCl2 + Na2S2O3 -> CaS2O3 + 2 NaCl}}}
它的六水合物可以从硫代硫酸制备。
它也可以由亚硫酸钙和硫在 30–40 °C 下或是沸腾的氢氧化钙和硫在二氧化硫下反应而成。

## 性质
硫代硫酸钙是一种无色晶体，其六水合物可溶于水。六水合物是三斜晶系的，空间群P1（No. 2），晶格参数 a = 7.42±0.01、b = 9.48±0.01、c = 15.19±0.01 Å，α = 128.7±0.3、β = 100.1±0.3、γ = 143.1±3°。硫代硫酸钙的六水合物在45 °C分解成二水合物，而后者会在85 °C分解成无水合物。到了112 °C，无水合物分解成硫酸钙、硫和二氧化硫。也有文献指出硫代硫酸钙的热分解产物是亚硫酸钙和硫。

## 用处
硫代硫酸钙是一种除草剂。

## 拓展阅读
- Lah, Woon Lyong; Kang, Wha Soo. Studies on the conversion of hexatomic sulfur to octatomic sulfur in the manufacture of precipitated sulfur.  II. Yakhak Hoechi, 1983. 27 (3): 229-234. ISSN: 0513-4234.
- N.D. Ilankoon, C. Aldrich, E.A. Oraby, J.J. Eksteen. . Hydrometallurgy. 2020-08, 195: 105375  [2021-08-16]. doi:10.1016/j.hydromet.2020.105375 （英语）.